# OkayAfrica
OkayAfrica — интернет сайт, цифровая медиа-платформа, посвященная африканской культуре, музыке и политике. Основанный в 2011 году Ванессой Врубл и Джинни Сусс как дочерний сайт Okayplayer фронтмена группы The Roots Questlove, он стал популярным местом для африканцев на континенте и среди диаспоры. В настоящее время OkayAfrica является крупнейшим в США веб-сайтом, посвященным новой и прогрессивной музыке, искусству, политике и культуре африканского континента.

## История
В интервью One Magazine вице-президент OkayAfrica Джинни Сусс заявила:
Мы поняли, что в сети нет места, которое служило бы центром всей новой [африканской] музыки, культуры, искусства и политики, а также удивительной культуры, которая зарождалась на континенте и которая действительно актуальна для молодежной культуры сегодня. Мы придумали концепцию создания универсального интерактивного сообщества, в котором основное внимание уделяется новой прогрессивной африканской музыке, а также культуре, кино, искусству и образу жизни.
OkayAfrica создал цифровое пространство для современной африканской музыки и культуры. В интервью журналу Black Enterprise Magazine бывший генеральный директор Абиола Оке подчеркивает популярность сайта как признак того, что африканская развлекательная и музыкальная культура переживает золотой век онлайн. В 34 года он был назначен генеральным директором OkayAfrica.
OkayAfrica — один из немногих веб-сайтов, которые преимущественно посвящены современному афробиту.
OkayAfrica также является промоутером и продюсером мероприятий. 29 июля 2016 года OkayAfrica организовала Okayafrica: Afrobeat x Afrobeats, концерт, на котором хедлайнерами выступили нигерийский певец и поп-звезда Давидо, а также бруклинская группа Afrobeat Antibalas и проведенный в рамках фестивалей Линкольн-центра на открытом воздухе. Это был первый раз в истории, когда африканские музыканты стали хедлайнерами подобного фестиваля.

## Аудитория
С момента своего основания в 2011 году OkayAfrica приобрела сильных сторонников среди африканцев, особенно в диаспоре. Для описания целевой аудитории OkayAfrica, нового поколения африканцев, творческих, политически знающих, мультикультурных и имеющих корни на африканском континенте, используется термин «англ. Afropolitans».
Сайт позволяет молодым людям, живущим в диаспоре, быть в курсе того, что происходит в их странах. Абиола Оке говорит, что возраст основной аудитории сайта — от 25 до 35 лет.
В настоящее время сайт насчитывает 1 миллион уникальных просмотров страниц в месяц, в основном из США, Южной Африки, Кении и Нигерии. Кроме того, сайт предлагает различные языковые версии, охватывающие все 54 страны Африки.
Популярность OkayAfrica также отражается на площадках сайта в социальных сетях. В частности, собрано 250 тыс. лайков на Facebook, 100 тыс. подписчиков в Instagram и более 50 тыс. подписчиков в Twitter.

## 100 женщин
В 2017 году сайт Okayafrica создал платформу (поддомен), чтобы выделить 100 ведущих африканских женщин. С тех пор список публикуется ежегодно. Список состоит из десяти категорий: STEM, СМИ, музыка, литература, телевидение и кино, спорт и здоровье, стиль и красота, бизнес и экономика, политика и активизм, а также искусство. Список 2019 года был посвящен молодежной культуре и был анонсирован в BAMcafé с участием южноафриканской певицы Moonchild Sanelly. Акцент был сделан на поиске женщин, которые разрушали бы свою собственную местную молодежную культуру и в то же время требовали равного доступа к мировой сцене.

## Отзывы
Сайт получил положительные отзывы от африканских художников и интеллектуалов. Нигерийский социолог Ореолува Сомолу (Oreoluwa Somolu) отмечает, что одним из ключевых моментов является то, что африканцы делают сайт для африканцев. Она считает, что OkayAfrica позволяет африканцам контролировать свои собственные нарративы в основных средствах массовой информации. Конголезский писатель Ален Мабанку пишет, что такие платформы, как Okayafrica, важны, потому что они способствуют доступности информации и участию в культурном, политическом и социальном диалоге.. Камерунский интеллектуал Ахилле Мбембе похвалил OkayAfrica на фестивале африканского будущего Института имени Гёте в Йоханнесбурге за продвижение создания знаний среди африканской молодежи.